# Kipunji-Affe
Der Kipunji-Affe (Rungwecebus kipunji), auch einfach Kipunji oder Hochlandmangabe bezeichnet, ist eine Primatenart aus der Gruppe der Meerkatzenverwandten (Cercopithecidae). Er wurde erst 2005 wissenschaftlich erstbeschrieben und bewohnt nur zwei kleine Gebiete im südlichen Tansania.

## Merkmale
Kipunji-Affen erreichen vermutlich eine Kopfrumpflänge von 85 bis 90 Zentimetern, wozu noch ein etwa gleich langer Schwanz kommt. Das Gewicht beträgt 10 bis 16 Kilogramm. Ihr Fell ist verhältnismäßig lang und meist graubraun oder rötlichbraun gefärbt. Die Unterarme sind dunkler, die Hände und Füße schwarz und der Bauch und die hintere Hälfte des Schwanzes sind weiß gefärbt. Das schwarze Gesicht wird von langen Backenhaaren und einem langen Haarschopf am Scheitel umrahmt.

## Verbreitung und Lebensraum

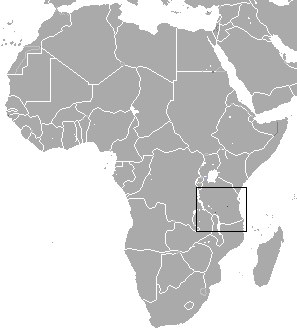
Verbreitungskarte des Kipunji-Affen

Diese Primaten sind von zwei Fundorten im südlichen Tansania bekannt. Zum einen kommen sie im Gebiet des Mount Rungwe und der Livingstone-Berge (Rungwe-Livingstone-Region) vor, zum anderen 350 Kilometer entfernt in den Udzungwa-Bergen. Ihr Lebensraum sind Gebirgswälder, in den Udzungwa-Bergen zwischen 1300 und 1750 Metern Seehöhe und in der Rungwe-Livingstone-Region zwischen 1750 und 2450 Metern Seehöhe. Das lange Fell stellt eine Anpassung an die teilweise niedrigen Temperaturen in den Bergländern dar.

## Lebensweise
Über die Lebensweise dieser Tiere ist kaum etwas bekannt. Sie sind Baumbewohner und leben in Gruppen von 30 bis 36 Tieren. Einzigartig unter den Primaten sind ihre Schreie, die als honk-bark („Hupen-Gebell“) beschrieben werden. Die Weibchen zeigen wie die anderen Pavianartigen eine Regelschwellung.

## Kipunji-Affen und Menschen
Zwei voneinander unabhängige Forschungsteams entdeckten in den Jahren 2003 und 2004 eine Population bisher unbekannter Primaten. Die Erstbeschreibung erfolgte 2005, es war die erste in Afrika entdeckte Primatenart seit der Sonnenschwanzmeerkatze 1984. Der Name „Kipunji“ stammt von der Bezeichnung der in der Rungwe-Livingstone-Region lebenden Nyakyusa für diese Tiere.
Kaum entdeckt, ist der Kipunji-Affe bereits vom Aussterben bedroht. In ihrem Verbreitungsgebiet sind sie durch die Rodung der Wälder und den Bergbau gefährdet. Das verbliebene Habitat umfasst in der Rungwe-Livingstone-Region nur etwa 70 km², im Udzungwa-Gebirge gar nur 3 km². Die Gesamtpopulation wird auf rund 500 Individuen geschätzt, 16 Gruppen sind in der Rungwe-Livingstone-Region und 3 Gruppen im Udzungwa-Gebirge bekannt. Die IUCN listet die Art als „vom Aussterben bedroht“ (critically endangered).

## Systematik
Bei ihrer Erstbeschreibung wurde die Art in die Gattung der Schwarzmangaben (Lophocebus) eingeordnet und als Hochlandmangabe bezeichnet. Eine Untersuchung von T. Davenport und anderen kam jedoch zu dem Ergebnis, dass diese Art den einzigen Vertreter einer neuen Gattung, Rungwecebus, darstellt, die näher mit der Gattung der Paviane (Papio) verwandt ist. Der Gattungsname leitet sich vom Fundort des Holotyps, dem Mount Rungwe, ab.